# Vánoční prasátko
Vánoční prasátko je dětská kniha, kterou napsala J. K. Rowlingová a ilustroval Jim Field. Po vydání v říjnu 2021 se kniha setkala s pozitivní kritikou. Kniha pojednává o příběhu malého chlapce a kouzelného Vánočního prasátka. Kniha je určeno pro děti od 7 let.

## Děj (spoiler)
Když se Kuba a jeho nevlastní sestra Hedvika vracejí z nákupu nového anděla na vánoční stromek na Štědrý den, vyhodí Hedvika během hádky z okna auta jeho milovanou hračku - plyšáka Pašíka. Jeho prarodiče se snaží hračku získat, ale bez úspěchu. Ještě ten den děda a Hedvika koupí náhradní hračku, kterou pojmenovali Vánoční prasátko. Kuba ale novou hračku ze žalu nad ztraceným Pašíkem odhodil. Později v noci Kuba vidí, jak jeho hračky ožívají. Vánoční prasátko Kubovi nabídne, že jej vezme do Země ztracených a pomůže mu Pašíka najít. Kuba se scvrkne a spolu s Vánočním prasátkem se ztratí pod vánočním stromečkem mezi dárky. Dostanou se do části Země ztracených zvané Kdovíkde, kde jsou ztracené předměty roztříděny do různých měst v Zemi ztracených.
Kuba proklouzne kolem stráží, zatímco Vánoční prasátko rozptyluje jejich pozornost a přesvědčuje ostatní ztracené věci, že je akční figurka Pyžamák. Kuba a Vánoční prasátko překonávají v jednotlivých částech Země ztracených mnohé nesnáze v touze najít místo, kde je Kubův ztracený Pašík. Ve městě Nezapomnění se setkávají se ztracenými emocemi, které se chovají jako lidé. Jsou posláni do paláce, kde se setkají s králem jménem Moc, který se snaží předat Kubu Ztrátovi, který by chtěl sníst skutečného člověka, navzdory zásadám, které to označují za vraždu. Naštěstí se Naději podaří pomoci Kubovi a Vánočnímu prasátku uprchnout a odletět s nimi na Ostrov milovaných, kam Ztráta nemůže přijít ani ublížit žádnému z obyvatel Ostrovů, kteří jsou nesmrtelní. Tam se Kuba setkává se svým milovaným Pašíkem.
Poté, co se Kuba mohl řádně rozloučit s Pašíkem, jehož fyzické tělo bylo zničeno na dálnici, a byl ujištěn, že on i anděl jsou tam šťastní, chtěl Kuba získat zpět Vánoční prasátko, které s ním na Ostrově nepřistálo. Santa Claus, který má domov na Ostrově letí s Kubou do Ztrátova doupěte, kde Vánoční prasátko i náhradní anděl čekají v kleci na Ztrátu. Pomalu se blíží konec Štědrého dne a Kuba musí zpět do Země živých. Domů se dostane s Vánočním prasátkem i andělem na stromeček.

## Hlavní postavy
- Kuba – hlavní postava
- Vánoční prasátko – Kubova nová hračka
- Pašík – Kubova stará hračka
- Hedvika – Kubova nevlastní sestra
- Modrý králíček - dlouho ztracená plyšová hračka, o kterou nikdo nestojí

## Přijetí díla a jeho interpretace
Kniha vyšla 12. října 2021, kdy byl současně vydán jak originál, tak více než dvacet překladů do různých jazyků. Autorka se přitom k dětské tvorbě vrátila po delší odmlce v roce 2020, kdy během pandemie chtěla vyjít vstříc dětem, jež musely trávit čas doma v karanténě. Proto vydávala zdarma na svém webu jednotlivé kapitoly knihy Ikabog.
Miranda Seymourová v recenzi pro New York Times hodnotila velmi pozitivně, označila ji za „úžasně přesvědčivou fantazii pro naši dobu“ a uvedla, že svým povzbudivým poselstvím se vrací k velkému vypravěčství devatenáctého století. Za drobný nedostatek označila zpracování „environmentálního poselství“, jež místy příběh zpomaluje. Podle Petra Eliáše, šéfredaktora Albatrosu a překladatele knihy do češtiny, byli čtenáři nadšení, že J.K. Rowlingová vydala novou knihu, která potěší nejen fanoušky Harryho Pottera, ale i malé nové čtenáře. Ilustrace mohou části čtenářů přijít už známé, protože ilustrátor této knihy, Jim Field, ilustroval i mnoho dalších známých dětských knih jako například Brumla a Remcík nebo Maxík Toulavý.